# جون لانغ (لاعب دوري الرغبي)
جون لانغ (بالإنجليزية: John Lang)‏ هو لاعب دوري الرغبي أسترالي، ولد في 7 نوفمبر 1950.